# Simões (kommun)
Simões är en kommun i Brasilien.   Den ligger i delstaten Piauí, i den östra delen av landet, 1 200 km nordost om huvudstaden Brasília. Antalet invånare är 14 185.
Följande samhällen finns i Simões:
- Simões

Omgivningarna runt Simões är huvudsakligen savann. Runt Simões är det glesbefolkat, med 20 invånare per kvadratkilometer.